# Aki Inoue
Akio Inoue (8 gennaio 1980) è un'attrice giapponese.

## Filmografia

### Film
- Battle Royale - Fumiyo Fujiyôshi (2000)
- Bagu (1997)

### Serie Televisive
- Phantom: Requiem for the Phantom - Kankokyaku (2009)
- XXXHOLiC - Classmate (2006)

### Doppiatore
- Kingdom Hearts II: Final Mix+ (2007)
- Project Sylpheed (2006)
- Kingdom Hearts II (2005)